# 夏邛镇
夏邛镇（藏語：བྱ་ཁྱུང་ཀྲེན།，威利转写：bya khyung kren，康方言拼音方案：Xaqung Zhên）位于中国四川省甘孜州巴塘县中部，是全县政治、经济、文化中心。镇政府驻地孔打伙村，海拔2580米，距康定483公里，距成都850公里。全镇下辖16个行政村和1个居民委员会，总面积504.8723平方公里。2006年，全镇总人口9399人。

## 行政区划
夏邛镇下辖以下地区：
夏邛镇社区、孔打伙村、坝伙一村、四里龙村、巴邛西村、泽曲伙村、拉宗伙村、下桑卡村、架炮顶村、茶雪村、生崩扎村、孔打伙二村、曲戈西村、洛布通顶村、独角龙村、江巴顶村和坝伙二村。